# Simeón de Jerusalén
Simeón de Jerusalén (Symeon o Simeon Hyerosolymitanus, en griego Συμεών, Symeōn) (Jerusalén, primera mitad del s. I - 107 o 116), hijo de Cleofás y María de Cleofás, y según la creencia general, primo de Jesucristo, fue un judío, uno de los primeros líderes del Cristianismo y, según la tradición, segundo obispo de Jerusalén después de Santiago el Justo.  Es venerado como santo por toda la cristiandad.

## Biografía
Simeón fue hijo de Alfeo o Cleofás, quien según Hegesipo era hermano de José de Nazaret y, por tanto, primo de Jesús:

Tras el martirio de Santiago y la captura de Jerusalén que sucedió inmediatamente después, hay una firme tradición que los apóstoles y los discípulos del Señor que seguían vivos se reunieron [...] junto con quienes eran, según la carne, de la familia del Señor (pues muchos de ellos aún estaban vivos). Todos ellos deliberaron acerca de quién había de ser juzgado digno de la sucesión de Santiago, y por unanimidad todos pensaron que Simeón, hijo de Cleofás (mencionado en la narrativa evangélica) merecía el trono de la sede de Jerusalén. Él era, según se dice, un primo del Salvador, pues Hegesipo cuenta que Cleofás fue hermano de José.

Otros autores creen que Simeón fue hijo de José con una primera esposa anterior a María. Eusebio de Cesarea lo cita como obispo después de Santiago el Justo. Eusebio dice que Santiago murió por instancia del sumo sacerdote Ananus, siendo sucedido entonces por Simeón.
La tradición dice que fue ejecutado como cristiano y porque era descendiente de David; supuestamente tenía 120 años cuando sufrió martirio y fue crucificado durante el reinado de Trajano y con Ático como gobernador de Siria; Eusebio sitúa la muerte el 107 y otros el 116.

## Identificación

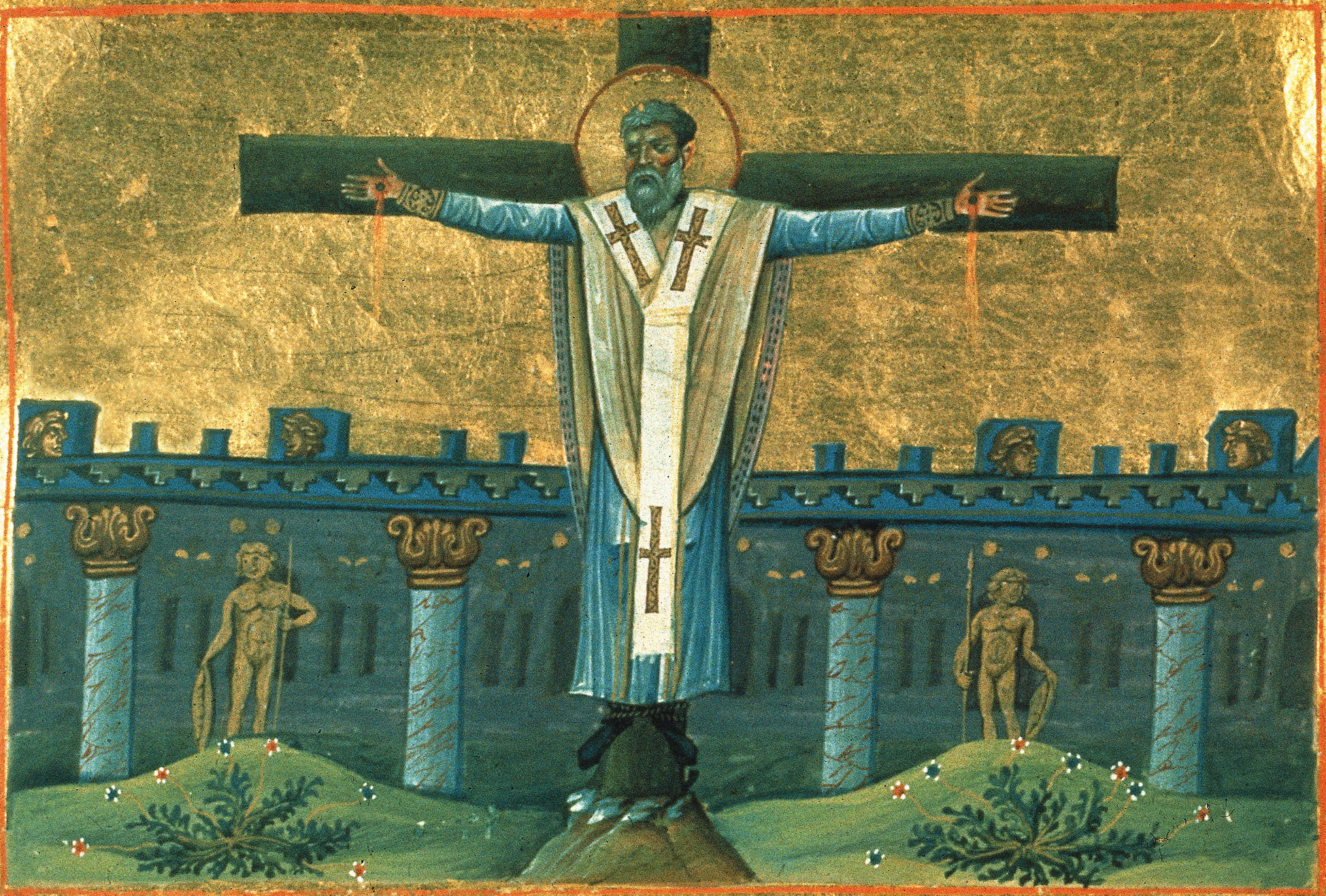
Retrato de la crucifixión

Simeón de Jerusalén se ha identificado con uno de los profetas y maestros de Antioquía: Simeón, llamado el Negro que sale citado en Hechos 13:1. También se ha creído que era Simón, el hermano del Señor nombrado en Mateo 13:55 y Marcos 6:3. También ha sido identificado con Simón, el apóstol.

## Veneración
Es considerado santo por toda la cristiandad. En las iglesias latina y griega se celebra el 18 de febrero y el 27 de abril respectivamente. Lo sucedió el obispo Justo de Jerusalén.